# غريغوري دو
غريغوري دو هو اقتصادي كندي، ولد في 2 فبراير 1954.